# PBEF1
El factor estimulant de la colònia de prelimfòcits B o PBEF1 (de l'anglès, pre-B-cell colony enhancing factor 1) és una citocina d'uns 52 kDa que s'expressa abundantment en el teixit adipós visceral així com en limfòcits, tant en ratolins com en humans. Com a citocina produïda pel teixit adipós i secretada al torrent sanguini, es considera una adipocina, com ho són també la leptina i l'adiponectina.

## Història
La citocina PBEF1 va ser clonada pel grup del Dr. Samal el 1994 a partir d'una llibreria de cDNA de limfòcits activats. I el 2005, el grup del Dr. Fukuhara va aïllar una proteïna de ratolins i humans que batejaren com visfatina els nivells de la qual, es trobaven molt elevats en individus que desenvolupaven obesitat. Es comprovà llavors que la visfatina era idèntica al factor estimulant de la colònia de prelinfòcits B de 52kDa descrit anteriorment per Samal i col·laboradors, és a dir, es tractava de la mateixa molècula.
El factor PBEF1 també se'l coneix com a PBEF, visfatina, VF o NAMPT (de l'anglès, Nicotinamide phosphoribosyltransferase)

## Funció
En models in vitro, s'ha observat que té una acció semblant a la de la insulina i de fet, s'ha comprovat la seva capacitat d'unió als receptors d'insulina. En el mateix sentit, els seus nivells circulants estan relacionats amb l'obesitat i pot ser important en l'homeostasi de la glucosa, fet que podria tenir implicacions en trastorns metabòlics com la diabetis. S'ha observat per exemple, que els nivells de visfatina en plasma es veuen incrementats en pacients amb sobre pes i obesos, amb síndrome metabòlica.
Aquesta adipocina s'ha comprovat que activa el leucòcits humans i que indueix en aquestes cèl·lules, la producció de citocines i altres molècules com IL-1β, TNF i IL-6 així com l'expressió a la superfície cel·lular dels marcadors CD54 (ICAM1), CD40 i CD80. S'ha pogut comprovar que la visfatina potencia l'activitat fagocítica per mitjà de la cascades de senyalització dependents de p38 (MAPK14) i MEK1 (MAP2K1). Es conclogué per tant, que aquesta citocina era una adipocitocina proinflamtòria.